# Taytay (Rizal)
Taytay est une municipalité de la province de Rizal, aux Philippines.